# Ashi waza
Ashi waza (足技) é a parte do caratê que tem por objeto de estudo as técnicas de emprego dos pés, isto é, mais especificamente sobre como posicionar o membro para suportar o impacto de uma técnica de defesa ou ataque, mas, sem sentido amplo, quer significar também o conjunto de técnicas em que se usam pés e pernas.

## Fukurahagi
Fukurahagi (脹脛, panturrilha).

## Futomomo
Momo (腿), ou Futomomo (太股), é a parte da coxa. Raramente é usada em ataque ou defesa, mas serve mais como apoio, isto é, quando se aplica uma técnica de arremesso, o membro pode ser utilizado como ponto angular de uma alavanca.

## Hiza
Hiza (膝) corresponde ao joelho. Geralmente a área de impacto respousa sobre a patela, ou Hizagashira (em japonês:  膝頭), porém pode, dependendo se ataque ou defesa ou a direção, repousar logo acima.

## Soku
Soku (足, pé) é o membro principal das técnicas de pernas e é o aplicador e recebedor dos impactos dos golpes, haja vista que, por se situar na extremidade da perna, possui a capacidade natural de potencializar a energia de um golpe, tal como sucede com um chicote, que conduz a energia cinética desde o cabo até a ponta, resultando numa onda supersónico e causadora dum estalo no ar.

### Haisoku
Haisoku (背足) corresponde à área de impacto que repousa sobre a parte superior do pé. Devido à natural resistência desta parte do pé, é uma técnica que é facilmente aprendida por praticantes neófitos, contudo, deve-se ter cuidado, pois há tendões que podem acarretar lesões, se não forem observados os cuidados mínimos.

### Kakato
Kakato (踵), ou Enju (), é a área de impacto obtida tensionando-se o a ponta do pé para trás, de forma que o calcanhar fique saliente, para receber o impacto do golpe.

### Koshi
Koshi (腰), ou Chusoku (中足), é formada levantando e tensionado os dedos, expondo a parte mais carnuda do pé.

### Sokuto
Sokuto (脚刀, sokutō) é a parte lateral externa do pé, em cuja resistência natural o lutador (mesmo iniciante) deposita segurança. Pode, contudo, ser essa resistência bastante aprimorada com treinamento. O costume é caminhar sobre essa parte do pé no início da aula, quando se faz o aquecimento.

### Teisoku
Teisoku (底足) é a parte lateral interna do pé, isto é, a área corresponde à região inferior mediana, oposta ao metatarso; planta do pé. Sua vocação primordial é o emprego em defesas.

### Tsumasaki
Tsumasaki (爪先) é formada firmando-se os dedos, de modo a obter um bloco compacto, que servirá de área de contacto.

## Sune
Sune (すね) é a parte frontal da perna rente à tíbia, popularmente chamada de "canela". Recomenda-se não usar da técnica, salvo depois de avançado treinamento, para fortalecer o membro. Enquanto não se tiver tal nível, melhor abster-se de usar ou executar a técnica apenas obliquamente.